# Ritmo alfa

Onde alfa

Il ritmo alfa, conosciuto anche come ritmo di Berger, è il ritmo basale dell'elettroencefalografia (EEG).
Esso presenta una frequenza di 8–13 Hz (cicli al secondo), un'ampiezza media sui 40–50 microVolt, e viene registrato ad occhi chiusi in un soggetto sveglio ma completamente rilassato, soprattutto tra gli elettrodi occipitali e quelli parietali rispetto ai centrali e temporali posteriori (EEG sincronizzato).
Si manifesta con le analoghe caratteristiche in tutte le specie animali mantenute nelle suddette condizioni, uomo compreso, tranne nel gatto in cui la frequenza risulta essere leggermente superiore a quella standard.
Quando la frequenza delle onde sale da 12 a 14 Hz, si passa al ritmo beta (14–30 Hz, il più veloce dopo il ritmo gamma, caratteristico degli stati di particolare tensione), mentre quando essa scende al di sotto di 8 Hz il ritmo viene definito ritmo theta (4–8 Hz). Esiste infine un ultimo ritmo, il più lento dei cinque, ovvero il ritmo delta (1–4 Hz), che caratterizza gli stati di sonno profondo.

## Storia
Il ritmo alfa fu scoperto dal neurologo tedesco Hans Berger, noto per aver inventato l'Elettroencefalogramma. Le onde alfa sono state tra le prime onde scoperte e documentate da Berger, insieme alle onde beta. 
Berger prese spunto dal fisiologo sovietico Pravdich-Neminski, che usò un galvanometro a stringa per ottenere la prima immagine dell'attività elettrica nel cervello di un cane. Usando tecniche simili, Berger confermò l'esistenza di attività elettrica nel cervello umano. Per fare ciò, per prima cosa egli sottopose ad uno stimolo pazienti con fratture craniche e misurò la loro attività encefalica; successivamente abbandonò il metodo della stimolazione ed iniziò a misurare l'attività encefalica naturale. Berger fu molto accurato e meticoloso nella raccolta dei dati ma, nonostante ciò, non si sentì sicuro abbastanza da poter pubblicare le sue scoperte fino ad almeno cinque anni dopo averle compiute. Nel 1931, egli pubblicò per la prima volta i suoi studi sulla rivista Archiv für Psychiatrie (Archivio di Psichiatria). All'inizio Berger non fu preso sul serio e le sue tecniche non ottennero un ampio consenso tra gli psicologi fino al 1937, quando ricevettero l'approvazione del famoso medico Lord Adrian, che si interessò in particolar modo alle onde alfa.
Le onde alfa ottennero ulteriore riconoscimento nei primi anni '60 e '70 con la teoria del biofeedback relativo alle onde cerebrali. Due ricercatori statunitensi verificarono questa teoria attraverso vari esperimenti. Il Dott. Joe Kamiya dell'Università di Chicago scoprì che alcuni individui hanno la capacità di riconoscere il momento in cui stanno emettendo onde alfa e di intensificarne l'attività. Il secondo fu il Dott. Barry Sterman, dell'Università della California di Los Angeles. Egli stava lavorando al monitoraggio delle onde cerebrali nei gatti quando scoprì che nei soggetti addestrati a trattenersi dal muoversi era riscontrabile la produzione di onde SMR e onde mu, simili alle onde alfa. In seguito, Sterman fu contattato dall'Aeronautica militare degli Stati Uniti d'America per testare gli effetti di un carburante sospettato di causare convulsioni nell'uomo. Sterman testò gli effetti di questo combustibile sui gatti precedentemente addestrati e scoprì che essi possedevano una maggiore resistenza alle crisi epilettiche rispetto ai gatti non addestrati.
Il biofeedback delle onde alfa ha guadagnato interesse per aver ottenuto qualche successo negli esseri umani nel trattamento delle convulsioni e della depressione.

## Fonti
- EEG Alpha waves biofeedback interactive game project, su eegproject.com. URL consultato il 7 novembre 2018 (archiviato dall'url originale il 10 maggio 2015).